# كويتشي ناكامورا
كويتشي ناكامورا (باليابانية: 中村光一 ) (و. 1964  م) هو عالم حاسوب، ومطور ألعاب فيديو ياباني.

## التعليم
تعلم في جامعة الاتصالات الكهربائية.